# Takson
Takson je biološki izraz, ki označuje skupino organizmov kot sistematsko enoto. Take skupine navadno dobijo tudi svoje ime. Znanstveno poimenovanje taksonov je naloga taksonomije, ki se opira na izsledke biološke sistematike. Različni sistematične predpostavke vodijo k različnim taksonomskim izhodiščem in tako k različnim izsledkom pri znanstvenem poimenovanju taksonov. Ta do danes latinska ali latinizirana imena izhajajo iz tradicionalnih temeljev. Sam izraz takson izvira iz grškega τάττειν (tattein) za urediti.

## Formalni taksoni
Osnovna delitev taksonov je na formalne in prave. Prvi so skupine organizmov, ki z vidika razvoja ne spadajo skupaj, vendar jih iz praktičnih razlogov še vedno uporabljamo. Primeri za formalne taksone so npr.:
- nevretenčarji (Invertebrata), kamor uvrščamo živali, ki nimajo vretenc. K tej od Lamarcka naprej poznani skupini spada večina živali. Nevretenčarji so tako spužve (Porifera), žuželke (Insecta) in morske zvezde (Asteroidea), ki so med seboj v zelo daljnem sorodstvu in ne oblikujejo sorodstvene skupine.
- lišaji (Mycophycophyta), ki kot simbiotske življenjske združbe gliv in alg niso samostojni organizmi, temveč sožitje dveh zelo različnih organizmov. Kljub temu jih do danes uporabljajo kot prave taksone s pripadajočimi podskupinami, kot so rodovi in vrste.
- nepopolne glive (Deuteromycota), kjer gre za skupino za vseh tistih gliv, ki niso razvile spolnih struktur ali se razmnožujejo nespolno. Sem se uvršča celo nespolne stadije nekaterih spolnega razmnoževanja sicer povsem sposobnih gliv. Veliko organizmov te skupine filogenetsko uvrščamo v druge skupine, npr. zaprto- (Ascomycota) ali prostotrosnice (Basidiomycota).
- protisti (Protista), skupina organizmov, ki so opredeljeni kot skupina vseh organizmov s pravimi jedri (Eucaryota), ki niso niti živali (Animalia), niti glive (Fungi), niti rastline (Plantae). Pogosto jih imenujejo tudi enoceličarji, čeprav v skupino spadajo tudi številni večcelični organizmi, ki so, tako kot npr. rjave alge (Phaeophyta), med največjimi organizmi našega planeta.

Pri fosilnih oblikah zaradi nepopolne ohranitve podroben opis vrste v tradicionalnem pomenu pogosto ni mogoč. V takih primerih se namesto tega uporablja prvoopisane parataksone: to so formalni taksoni, opisani samo na temelju ostankov organizma, ki ne omogočajo ožje uvrstitve v vnaprej pripravljeni takson. V paleobotaniki in paleozoologiji se jih označuje z imeni oblike ali organa in rodu (delnimi imeni). Tak postopek imenujemo parataksonomija. Primer so zobati fosili konodontov, ki so - čeprav je bila prva taka žival odkrita leta 1981 - zaradi svoje velike razširjenosti in raznolikosti zelo pomembni ortostratigrafski fosili za paleozoik (stari zemeljski vek).
Čeprav uporaba formalnih taksonov v takih primerih danes v glavnem ni sporna, pa se zastavlja zelo težavno vprašanje, kaj obravnavati kot pravi takson. Odgovor nanj je odvsen od osnovnega sistematičnega pristopa. Kar je z vidika posameznega sistematičnega pristopa pomemben takson, je z vidika drugačnega pristopa le formalna skupina.

## Sinonimi
Najpreprosteje se lahko rešuje razlike, ki nastanejo zgolj zaradi uporabe sinonimov. Tako lahko npr. dva biologa na različnih območjih odkrijeta isto vrsto in ji data različni imeni ali pa se odkrije, da dve različni populaciji, ki se ju je prej obravnavalo kot različni vrsti, pravzaprav pripadata isti vrsti. Tak primer je npr. poljski zajec (Lepus europaeus), ki je tekom stoletij dobil kar triinštirideset različnih imen (sinonimov). Druga možnost je, da se z raziskavami odkrije, da je skupina, ki so jo prej imeli za zastarelo, pravi takson. Ker pa se njeno ime morda že stoletje ne uporablja, je skupina dobila novo ime. V obeh primerih se navzkrižje rešuje tako, da šteje le prvo ime, tako imenovani bazionim. Vsa druga imena so neveljavni sinonimi.
Zgodi se lahko tudi, da dva taksona dobita isto ime. Tudi v tem primeru velja pravilo, da ime pripade taksonu, ki je bil prvi odkrit, za druga(e) skupina(e) pa je treba poiskati novo ime.
Za veljavnost taksonov pa ima večji teoretični pomen vprašanje, po katerih merilih določiti, ali je skupina pravi takson ali ne. Na začetku 21. stoletja sta se kot najpomembnejša sistema uveljavila klasična in filogenetska taksonomija. Koristnost slednje pri razdelovanju razlike se pogosto idealizira. V biološki praksi oba sistema marsikje vzporejajo ali kombinirajo.